# María José Ribera
María José Ribera Pinto (Santa Cruz de la Sierra, Bolivia; 28 de octubre de 1996) es una nadadora boliviana. 
Ribera consiguió el segundo lugar en los 50 metros libre, en el XXIII Sudamericano Juvenil en Lima 2011. Compitió en la prueba de 50 metros espalda femenina en el Campeonato Mundial de Deportes Acuáticos de 2017.
En junio de 2024 ganó la medalla de oro en la prueba de 50 metros libres del Campeonato Nacional Interligas Abierto en Cartagena, Colombia. Con un tiempo de 25,73 segundos logró un cupo para los Juegos Olímpicos de París 2024.
Participa en los Juegos Olímpicos de París 2024 en la prueba 50 metros libres.